# Derry City FC
Derry City FC este o echipă de fotbal din Derry, Irlanda de Nord.